# Mandjina
Mandjina es un género de foraminífero bentónico de la familia Stainforthiidae, de la superfamilia Turrilinoidea, del suborden Buliminina y del orden Buliminida. Su especie tipo es Mandjina excavata. Su rango cronoestratigráfico abarca desde el Bartoniense (Eoceno medio) hasta el Priaboniense (Eoceno superior).

## Discusión
Clasificaciones previas incluían Mandjina en el suborden Rotaliina del orden Rotaliida.

## Clasificación
Mandjina incluye a la siguiente especie:
- Mandjina excavata †